# Thụ phấn

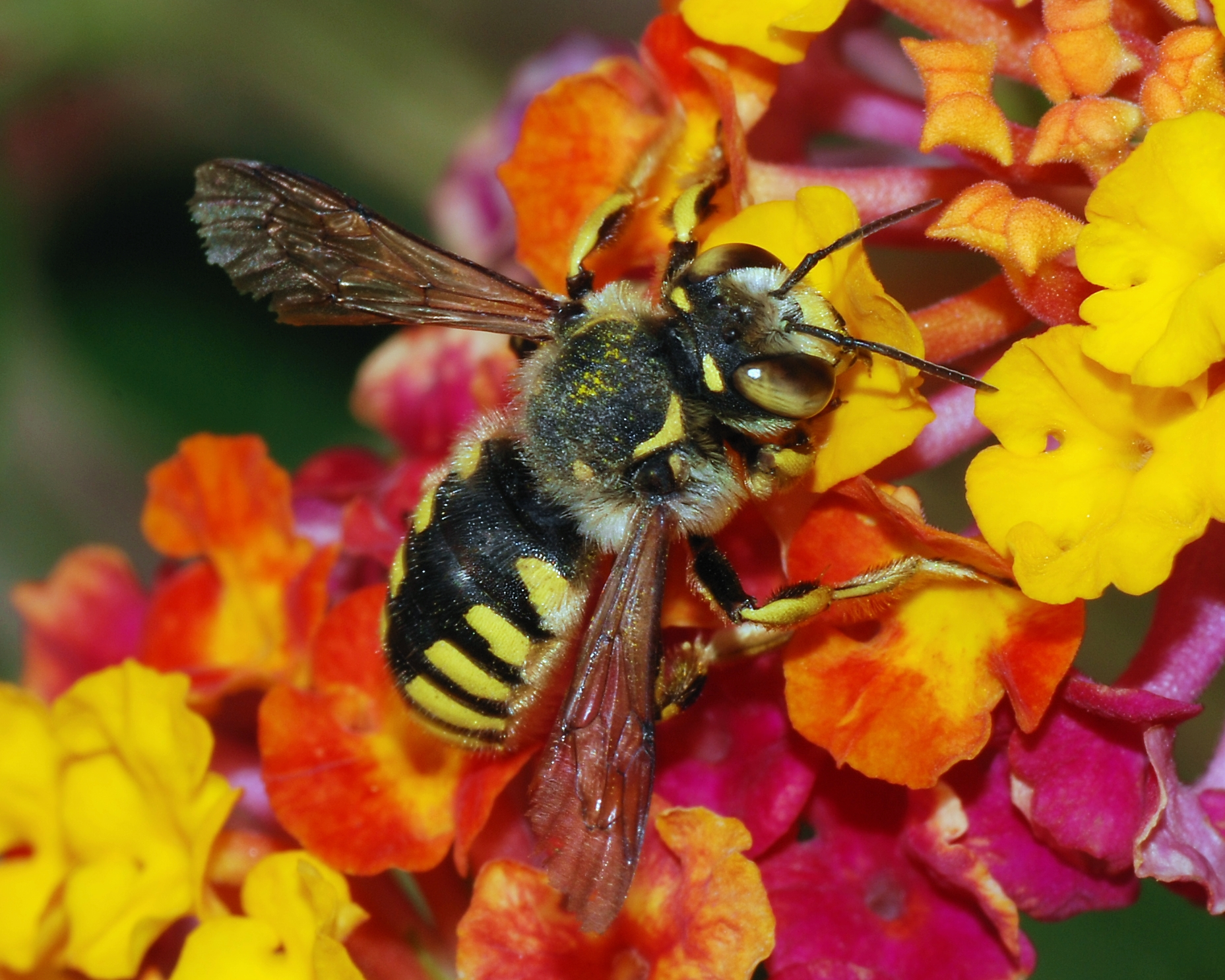
Một con ong đang thụ phấn cho cây

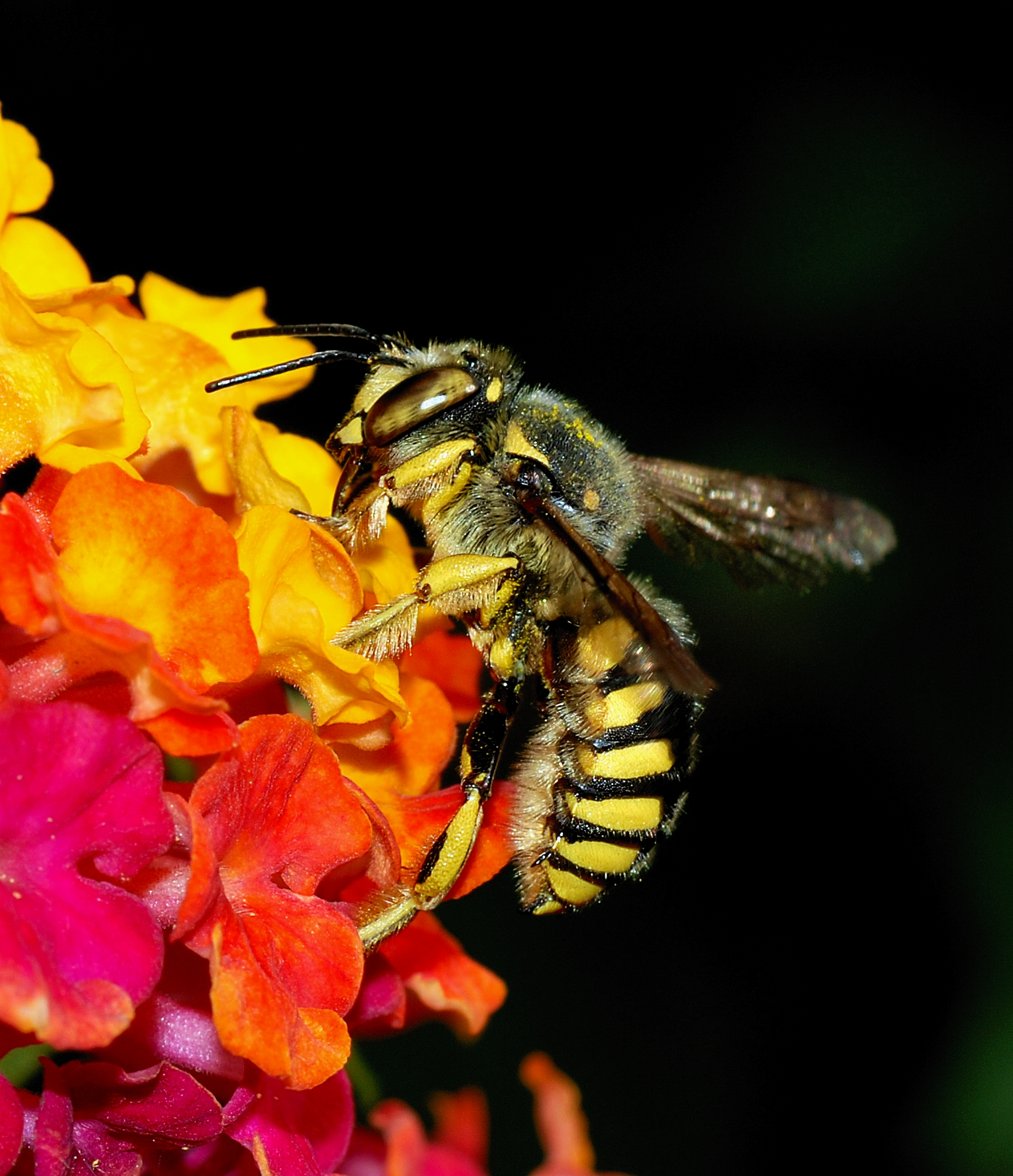

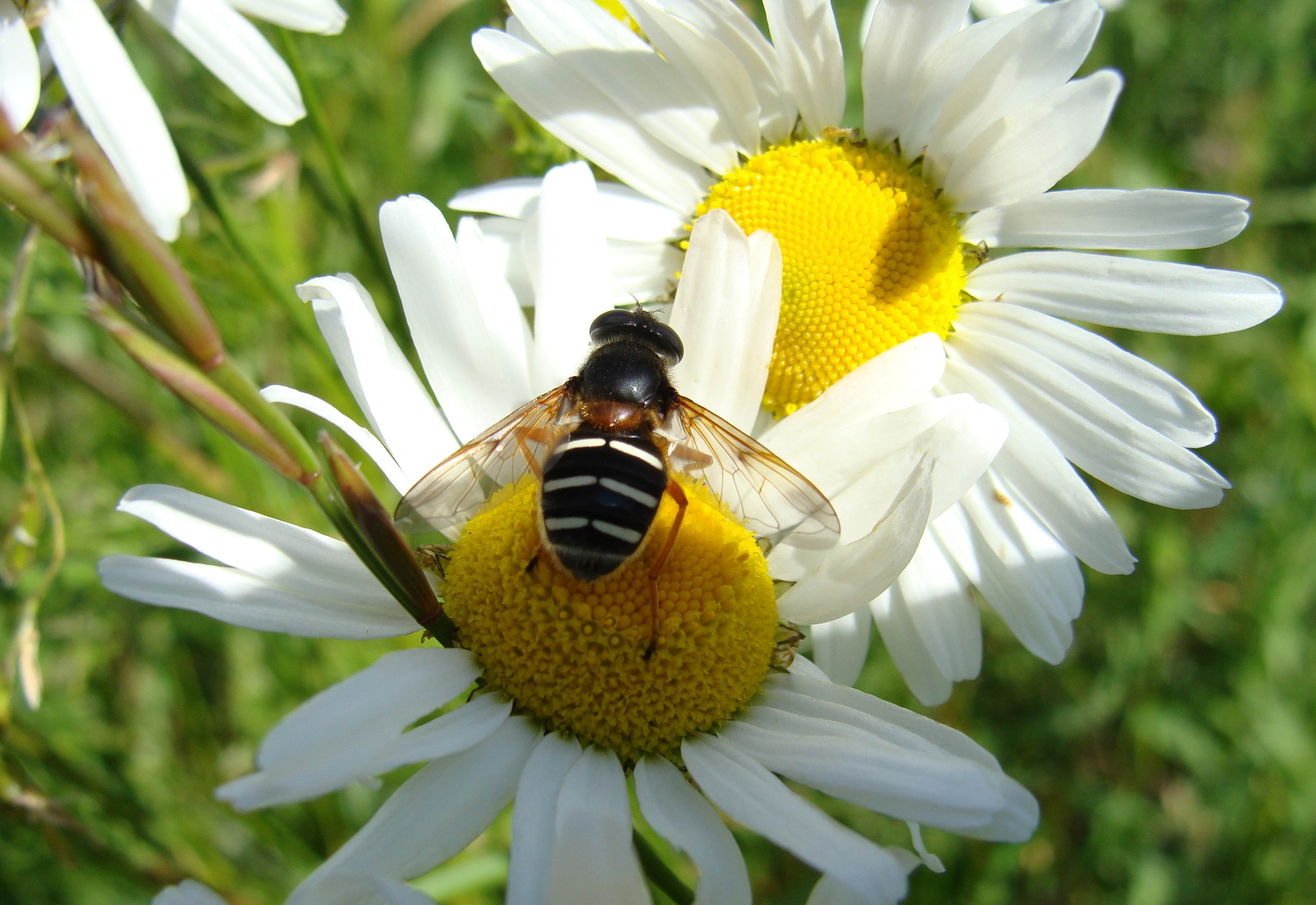

Thụ phấn là một bước rất quan trọng trong quá trình sinh sản ở thực vật có hạt; là quá trình chuyển những hạt phấn (còn gọi là bào tử đực) tới lá noãn, cấu trúc chứa noãn (còn gọi là bào tử cái). Phần tiếp nhận hạt phấn của noãn gọi là núm nhụy đối với hoa của thực vật hạt kín và lỗ noãn đối với thực vật hạt trần. Việc nghiên cứu sự thụ phấn liên quan tới nhiều bộ môn khoa học như: thực vật học, làm vườn, côn trùng học và sinh thái học. Sự thụ phấn là rất quan trọng đối với nghề làm vườn vì hầu hết các quả của cây trồng sẽ không phát triển được nếu nhụy của nó không được thụ phấn. Quá trình thụ phấn như là sự phản ứng giữa hoa và các nhân tố bên ngoài như côn trùng, gió, con người v.v. đã được Christan Konrad Sprengel công bố vào thế kỷ 18. Cơ bản có 3 cách thụ phấn là thụ phấn nhờ động vật, con người, thụ phấn nhờ gió và tự thụ phấn.

## Hình ảnh

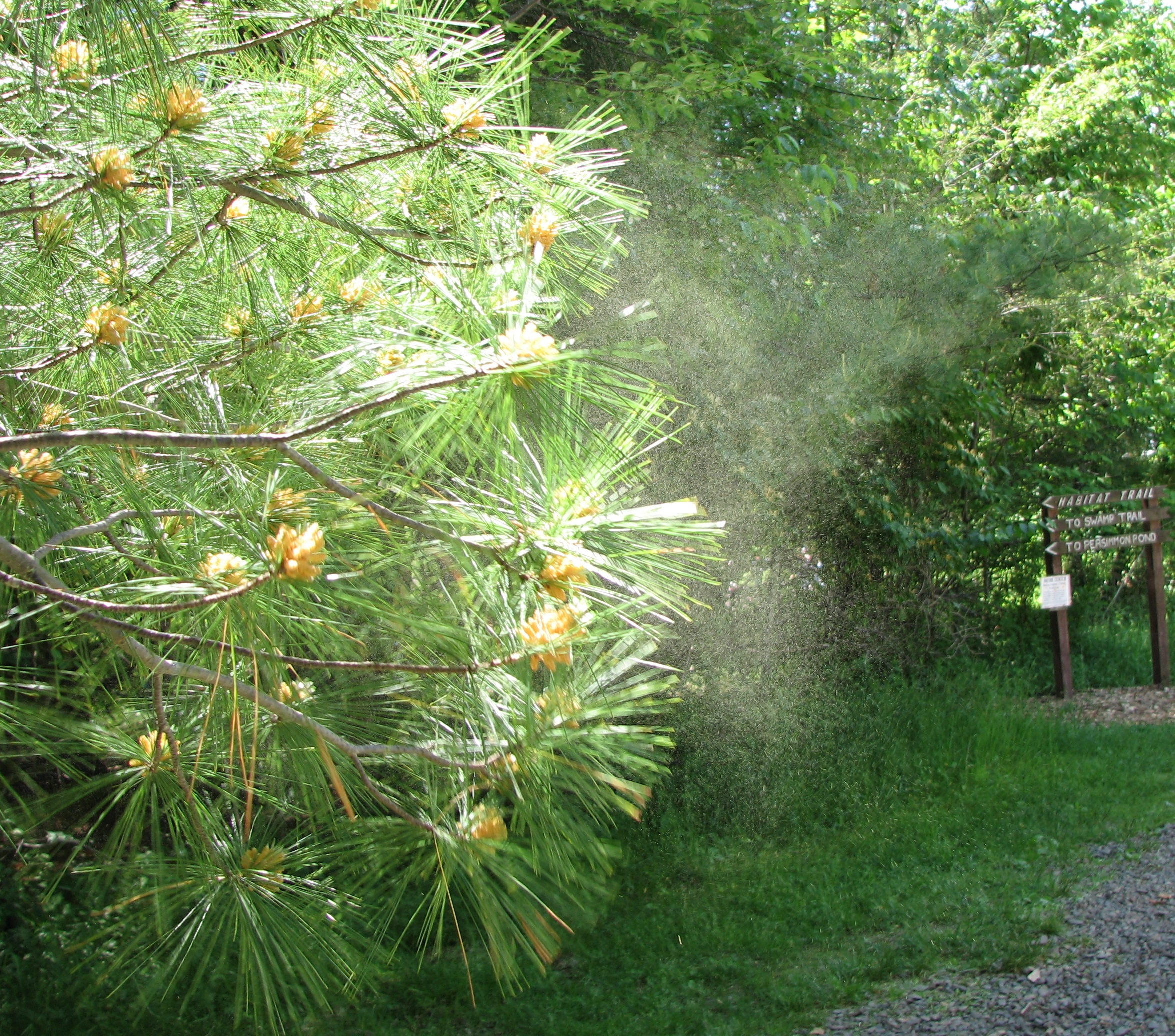
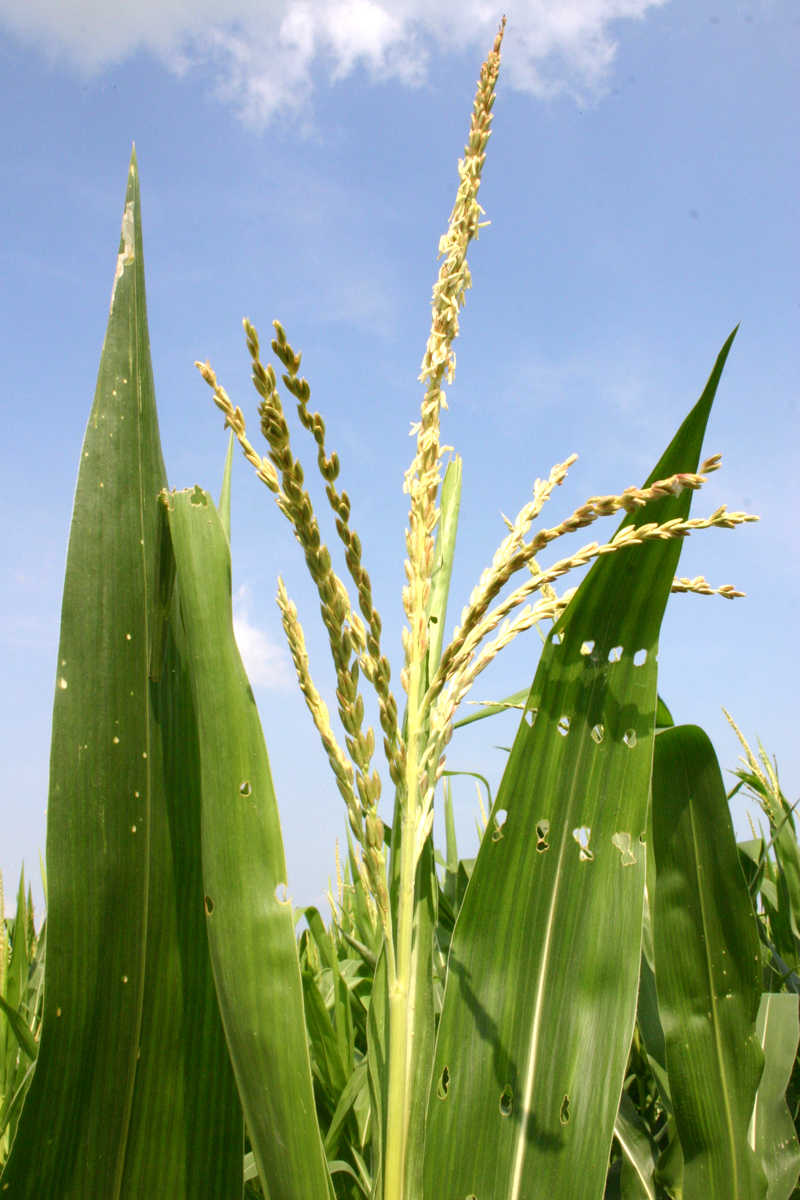
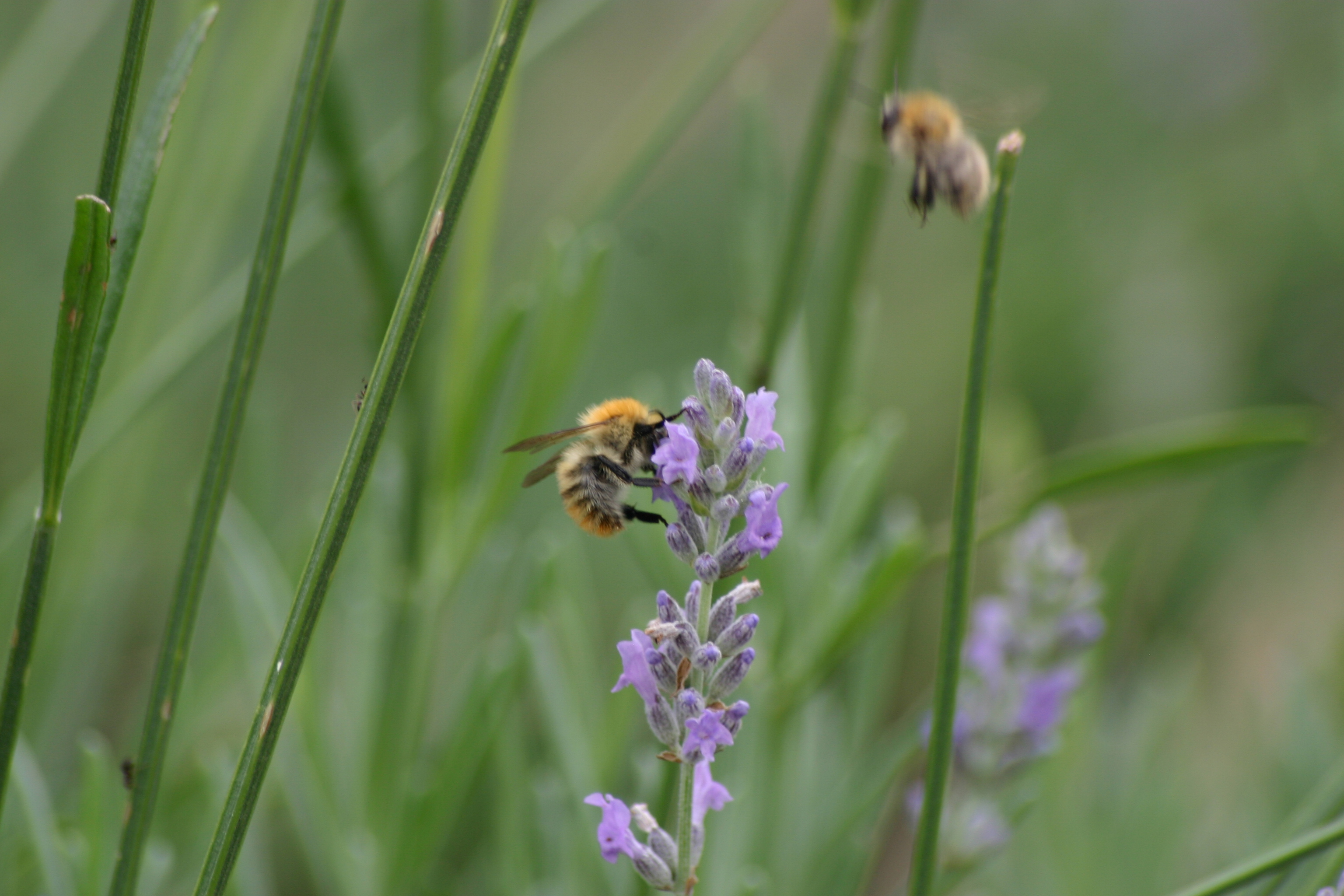
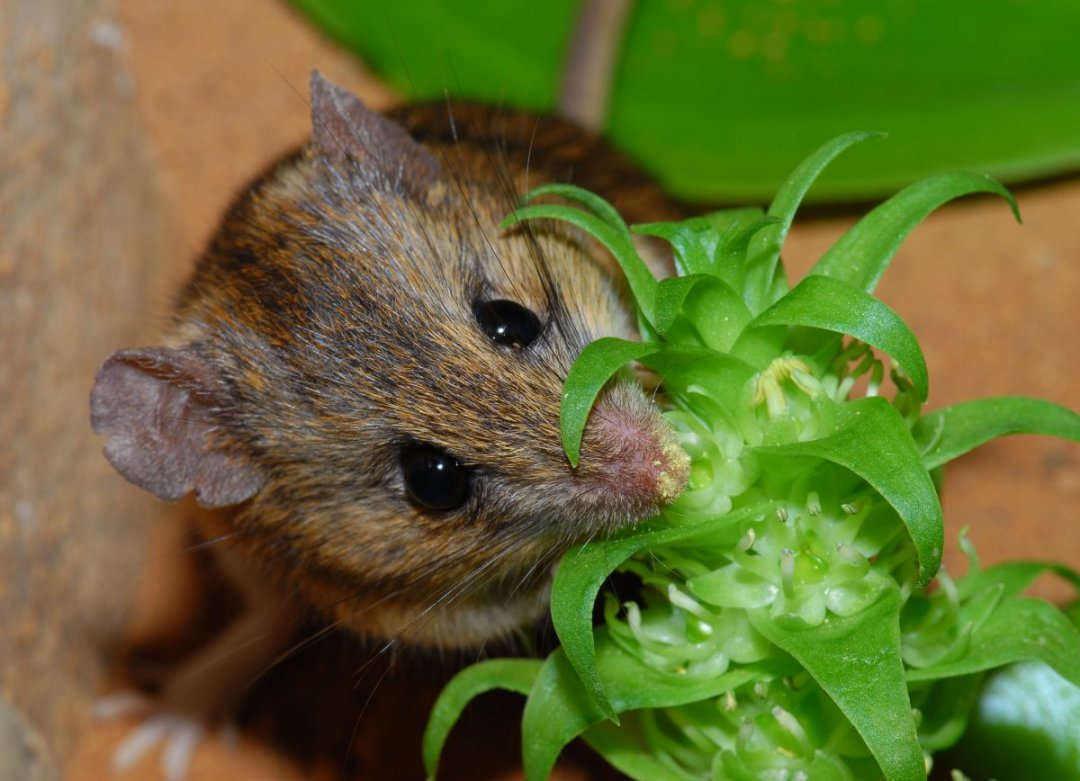
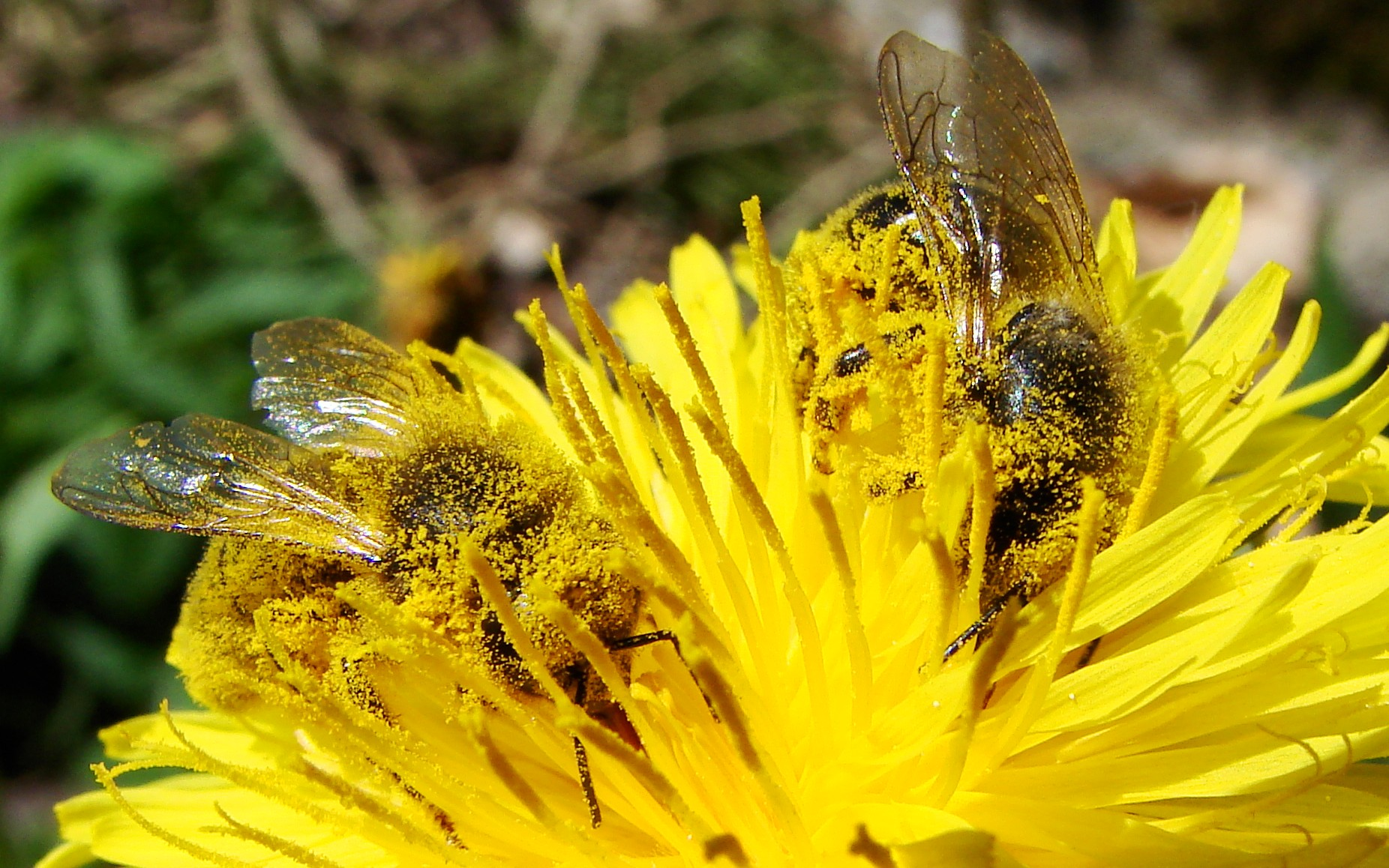
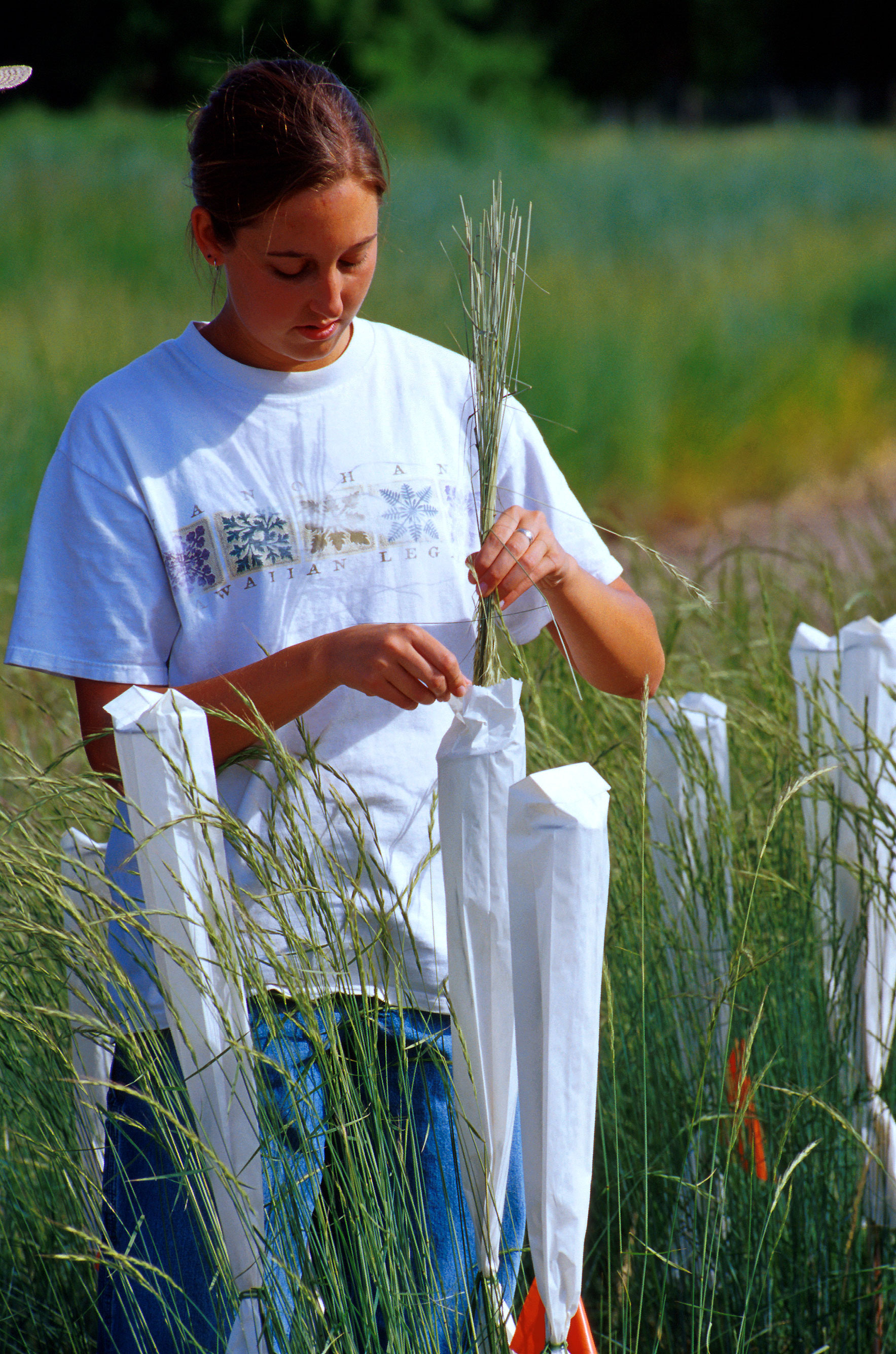